# Eulepidotis reticulata
Eulepidotis reticulata är en fjärilsart som beskrevs av Bar 1876. Eulepidotis reticulata ingår i släktet Eulepidotis och familjen nattflyn. Inga underarter finns listade i Catalogue of Life.